# Gregor Schlierenzauer
Gregor „Schlieri” Schlierenzauer (n. 7 ianuarie 1990, Innsbruck) este un săritor cu schiurile austriac. El este component al echipei naționale a Austriei.

## Carieră

### Sezonul 2006/2007
A debutat în Cupa Mondială în sezonul 2006/2007. Primul succes vine pe 3 decembrie 2006 la Lillehamer. Urmeză două victorii în Turneul Celor Patru Trambuline 2006/2007 la Oberstdorf si Bischofshofen, cea din urmă chiar de ziua lui. A terminat turneul a l doilea, după Anders Jacobsen. Termină sezonul pe locul 4, neparticipând la etapele de zbor cu schiurile de la Planica.

### Sezonul 2007/2008
Sezonul 2007/2008 este unul excepțional pentru tânărul săritor cu schiurile, câștigând Campionatul de Zbor cu schiurile de la Oberstdorf, la individual cât și cu echipa, și Turneul Nordic clasându-se la final pe locul 2 în Cupa Mondială.

### Sezonul 2008/2009
Cel mai bun sezon din cariera sa, în care a reușit să câștige globul cel mare de cristal adjudecat de câștigătorul Cupei Mondiale la Sărituri cu schiurile, dar și globul cel mic de cristal (introdus pentru prima dată în acest sezon), pentru câștigarea specialitații Zbor cu schiurile. El a contribuit și la victoria țării sale (Austria) în clasamentul pe echipe al Cupei Mondiale.

### Jocurile Olimpice
- Bronz, Vancouver 2010, pe trambulina normală
- Bronz, Vancouver 2010, pe trambulina mare
- Aur, Vancouver 2010, cu echipa pe trambulina mare

### Campionatul mondial de schi nordic
- Aur, Sapporo 2007, cu echipa pe trambulina mare

### Campionatul mondial de zbor cu schiurile
- Aur, Oberstdorf 2008, în competiția individuală
- Aur, Oberstdorf 2008, cu echipa
- Argint, Planica 2010, în competiția individuală
- Aur, Planica 2010, cu echipa

### Cupa mondială
- sezon 2006/2007: 4
- sezon 2007/2008: 2
- sezon 2008/2009: 1
- sezon 2009/2010: 2